# Wereldbeker schaatsen 2006/2007 - Ploegenachtervolging vrouwen
De kalender voor de ploegenachtervolging vrouwen tijdens de wereldbeker schaatsen 2006/2007 zag er als volgt uit:
| Race | Plaats  | Datum            |
| ---- | ------- | ---------------- |
| 1    | Berlijn | 19 november 2006 |
| 2    | Turijn  | 4 februari 2007  |
| 3    | Erfurt  | 18 februari 2007 |

Titelverdediger was het team van Duitsland dat tijdens de wereldbeker schaatsen 2005/2006 de ploegenachtervolging won.

## Podia
| Wedstrijd: | Goud:                                                               | Tijd    | Zilver:                                                             | Tijd    | Brons:                                                           | Tijd    |
| Berlijn    | Nederland Paulien van Deutekom Renate Groenewold Ireen Wüst         | 3.02,90 | Canada Kristina Groves Christine Nesbitt Shannon Rempel             | 3.04,07 | Duitsland Daniela Anschütz-Thoms Lucille Opitz Claudia Pechstein | 3.04,76 |
| Turijn     | Rusland Jekaterina Abramova Galina Lichatsjova Jekaterina Lobysjeva | 3.06,21 | Canada Kristina Groves Christine Nesbitt Brittany Schussler         | 3.06,26 | Nederland Wieteke Cramer Moniek Kleinsman Jorien Voorhuis        | 3.07,36 |
| Erfurt     | Duitsland Daniela Anschütz-Thoms Lucille Opitz Claudia Pechstein    | 3.03,98 | Rusland Jekaterina Abramova Galina Lichatsjova Jekaterina Lobysjeva | 3.04,85 | Nederland Wieteke Cramer Jorien Voorhuis Ireen Wüst              | 3.07,23 |

## Eindstand
| #      | Land      | Schaatssters                                                | BER | TUR | ERF | Totaal |
| ------ | --------- | ----------------------------------------------------------- | --- | --- | --- | ------ |
| Goud   | Nederland | Cramer, Van Deutekom, Groenewold, Kleinsman, Voorhuis, Wüst | 100 | 70  | 70  | 240    |
| Zilver | Rusland   | Abramova, Lichatsjova, Lobisjeva, Visokova                  | 50  | 100 | 80  | 230    |
| Brons  | Duitsland | Anschütz-Thoms, Mattscherodt, Opitz, Pechstein, Zillmann    | 70  | 50  | 100 | 220    |
| 4      | Canada    | D'Amours, Groves, Nesbitt, Rempel, Schussler, Sibold        | 80  | 80  | 50  | 210    |
| 5      | Japan     | Hozumi, Ishino, Otsu, Tabata                                | 60  | 60  | 60  | 180    |
| 6      | Polen     | Danaj, Ksyt, Złotkowska                                     | 36  | 45  | 45  | 126    |
| 7      | Roemenië  | Dumitru, Lazarescu, Oltean, Opincariu                       | 40  | 40  | -   | 80     |
| 8      | China     | Gao, Ji, Zhang                                              | 45  | -   | -   | 45     |